# 运算放大器
运算放大器（英語：Operational Amplifier，缩写：op amp或opamp），简称运放，是一种直流耦合，差模（差動模式）輸入、通常為單端輸出（Differential-in, single-ended output）

的高增益（gain）電壓放大器。运算放大器能产生一个比输入端电势差大数十万倍的输出电势（对地而言）。因为刚开始主要用于加法，減法等類比运算电路中，因而得名。
通常使用運算放大器時，會將其輸出端與其反相輸入端（inverting input node）連接，形成一負反馈組態。原因是運算放大器的電壓增益非常大，範圍從數百至數萬倍不等，使用負回授方可保證電路的穩定運作。但是這並不代表運算放大器不能連接成正反馈組態，相反地，在很多需要產生震盪訊號的系統中，正反饋組態的運算放大器是很常見的組成元件。
运算放大器有许多的規格参数，例如：低频增益、单位增益频率（unity-gain frequency）、相位邊限（phase margin）、功耗、输出摆幅、共模抑制比、电源抑制比、共模输入范围（input common mode range）、轉動率（slew rate）、输入偏移電壓（input offset voltage，又譯：失调电压）及雜訊等。
目前運算放大器廣泛應用於家電，工業以及科學儀器領域。一般用途的積體電路運算放大器售價不到五臺幣，而現在運算放大器的設計已經非常成熟，輸出端可以直接短路到系統的接地端而不至於產生短路電流破壞元件本身。

## 歷史
第一個使用真空管設計的放大器大約在1930年前後完成，這個放大器可以執行加與減的工作。
運算放大器最早被設計出來的目的是用來進行加、減、微分、積分的類比數學運算，因此被稱為“運算放大器”
。
同時它也成為實現模拟計算機的基本建構单元。然而，理想運算放大器在電路系統設計上的用途卻遠超過加減等的計算。今日的運算放大器，無論是使用電晶體或真空管、離散元件或積體電路元件，運算放大器的效能都已經逐漸接近理想運算放大器的要求。最早期的運算放大器是使用真空管設計，現在則多半是積體電路式的元件，但是如果系統對於放大器的需求超出積體電路放大器的能力時，也會利用分立式元件來實現這些特殊規格的運算放大器。

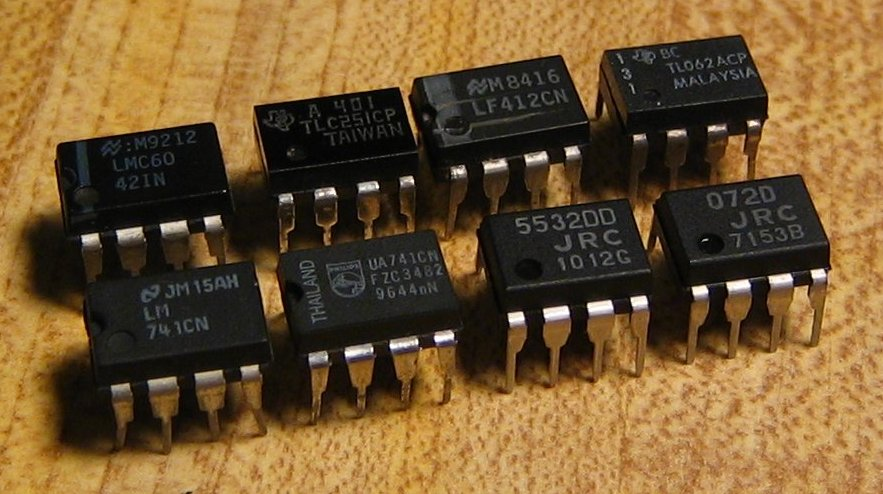
以DIP-8型式封裝的積體電路運算放大器

1960年代晚期，仙童半導體推出了第一個被廣泛使用的積體電路運算放大器，型號為μA709，設計者則是鮑伯·韋勒（Bob Widlar）。但是709很快地被隨後而來的新產品μA741取代，741有著更好的效能，更為穩定，也更容易使用。741運算放大器成了微電子工業發展歷史上的一個里程碑式，歷經了數十年的演進仍然沒有被取代，很多積體電路的製造商至今仍然在生產741，而且在元件的型號上一定會加上「741」以資區別。但事實上後來仍有很多效能比741更好的運算放大器出現，利用新的半導體元件，如1970年代的場效電晶體或是1980年代早期的金氧半場效電晶體等。這些元件常常能直接使用在741的電路架構中，而獲得更好的效能。
通常運算放大器的規格都會有嚴格的限制，而封裝和對電源供應的需求也已經標準化。通常只需要少量的電阻、電容等外接元件，運算放大器就能執行各種不同的類比訊號處理任務。在售價方面，雖然今日的標準型或是一般用途運算放大器因為需求量及產量皆大的緣故而跌至一元美金以下，但是特殊用途的運算放大器售價仍然有可能是泛用型的一百倍以上。

### 里程碑
- 1941年：貝爾實驗室的 Karl D. Swartzel Jr. 發明了真空管組成的第一個運算放大器，并取得美國專利第2,401,779号，名為“Summing Amplifier”（加算放大器），在第二次世界大戰時，該設計大量用於軍用火砲導向裝置中；
- 1947年：第一個具有非反向輸入端的運算放大器由哥倫比亞大學的 John R. Ragazzini 教授在論文中提出，並提及他的學生隨後會實際設計出具有重大改進的運算放大器；
- 1949年：第一個使用截波穩定式（Chopper-stabilized）電路的運算放大器；
- 1961年：第一個由個別電晶體組成的運算放大器電路板組件，GAP/R 公司的 P45；
- 1962年：第一個膠封模組形式的運算放大器，GAP/R 公司的 PP65；
- 1963年：第一個以積體電路單一晶片形式製成的運算放大器是快捷半導體公司 Bob Widlar 所設計的 μA702，一開始但還不算很成功，直到1965年經修改後推出 μA709；
- 1963年：首次作為商業產品販售的運算放大器是 George A. Philbrick Researches (GAP/R) 公司的真空管運算放大器，型號 K2-W；
- 1966年：第一個使用變容二極體橋（Varactor Bridge）電路的運算放大器；
- 1967年：美國國家半導體公司推出 LM101，改善了許多重要問題，使積體電路運算放大器開始流行；
- 1968年：快捷半導體公司推出 μA741，與 LM101 相比，μA741內部增加了30pF的頻率補償電容。該產品第二來源眾多，迄今仍然在生產使用，它是有史以來最成功的運算放大器，也是極少數最長壽的IC型號之一；
- 1970年：開始出現輸入端使用 FET 的高速、低輸入電流（高輸入阻抗）運算放大器；
- 1972年：第一個可使用單電源供應的運算放大器 LM324 推出。 LM324 內含四個運算放大器，它的接腳排列方式也被隨後的同類型運算放大器延用，成為業界標準。

## 操作原理

開迴路組態的運算放大器可作為比較器使用

放大器的差分输入包括一个非反相输入电压V +与的反相输入电压V -；理想的运算放大器放大只有两个电压的差，这就是所谓的差模输入电压。运算放大器的输出电压V out由下式给出：
{\displaystyle V_{\mathrm {out} }=(V_{+}-V_{-})\cdot A_{\mathrm {do} }}
其中Ado代表運算放大器的開迴路差動增益。

### 開迴路組態
由於運算放大器的開迴路增益非常高，对于集成运算放大器可以达到100,000以上，因此就算輸入端的差動訊號很小，仍然會讓輸出訊號飽和，導致非線性的失真出現。因此運算放大器很少以開迴路組態出現在電路系統中，少數的例外是用運算放大器做比較器進行滿幅輸出，輸出值通常為邏輯準位的「0」與「1」。

### 闭环组态

#### 負回授組態
將運算放大器的反向輸入端與輸出端連接起來，放大器電路就處在負回授組態的狀況，此時通常可以將電路簡單地稱為閉迴路放大器。閉迴路放大器依據輸入訊號進入放大器的端點，又可分為反相（inverting）與非反相（non-inverting）兩種。
必須注意的是，所有閉迴路放大器都是運算放大器的負回授組態。

##### 反相閉迴路放大器

反相閉迴路放大器

右圖是一個反相閉迴路放大器的電路。假設這個閉迴路放大器使用理想的運算放大器，則因為其開迴路增益為無限大，所以運算放大器的兩輸入端為虛接地（virtual ground），因為V-跟V+由於負回授呈現虛短路（virtual short)，導致此時V-等於V+。又因為輸入阻抗無限大，此時I-跟I+均為零，此時自Vin到V-之電流Iin，等於V-到Vout之電流If，所以:
{\displaystyle V_{\mathrm {out} }=-{\frac {R_{\mathrm {f} }}{R_{\mathrm {in} }}}\cdot V_{\mathrm {in} }}
输入电阻等于Rin，
电压关系：
{\displaystyle V_{out}=-V_{R_{f}}=-I\cdot R_{f}=-{V_{in} \over R_{in}}\cdot R_{f}=-{R_{f} \over R_{in}}\cdot V_{in}}

##### 正相閉迴路放大器

非反相閉迴路放大器

右圖是一個非反相閉迴路放大器的電路。负反馈通过分压电阻 Rf, Rg 决定了闭环增益 ACL = Vout / Vin。当 Vout 刚好足以“接近并改变与 Vin 相同的反相输入”时将建立平衡。因此整个电路的电压增益是 1 + Rf/Rg。作为一个简单的例子，当 Vin = 1 V 且 Rf = Rg时，Vout 就会是 2 V，恰好能够让 V− 保持在需要的 1 V。由于反馈是由 Rf, Rg 网络提供的，这就是一个闭环电路。
分析这个电路的增益的另一种方法是通过以下假设（通常是有效的）：
- 当运算放大器工作于线性（即非饱和）模式，非反相 (+) 端子和反相 (−) 端子是小到可以忽略的。
- (+) 和 (−) 端子之间的输入阻抗比电路中任何其他电阻都大很多。

输入信号 Vin 既出现在 (+) 也出现在 (−) 端子，导致流过 Rg 的电流 i 等于 Vin/Rg. 
{\displaystyle V_{\text{out}}=V_{\text{in}}+i\times R_{f}=V_{\text{in}}+\left({\frac {V_{\text{in}}}{R_{g}}}\times R_{f}\right)=V_{\text{in}}+{\frac {V_{\text{in}}\times R_{f}}{R_{g}}}=V_{\text{in}}\left(1+{\frac {R_{f}}{R_{g}}}\right)}

#### 正回授組態
會使用正回授的情況有：
- 作為有遲滯的比較器，形成施密特電路
- 產生振盪

## 特性

### 理想運算放大器

用于模拟一些阻性非理想化参数的运算放大器等效电路。

一個理想的運算放大器（ideal OPAMP）通常应具備下列特性：
- 無限大的開迴路增益（Ad=∞）：理想運算放大器的一個重要性質就是開迴路的狀態下，輸入端的差動訊號有無限大的電壓增益，這個特性使得運算放大器在實際應用時十分適合加上負回授組態。
- 無限大的輸入阻抗（Zin／Rin=∞）：理想的運算放大器輸入端不容許任何電流流入，即上圖中的V+與V-兩端點的電流訊號恆為零，亦即輸入阻抗無限大。
- 零输入失调电压
- 無限大的頻寬（BW=∞）且零相移与无穷大的摆率：理想的運算放大器對於任何頻率的輸入訊號都將以一樣的差動增益放大之，不因為訊號頻率的改變而改變。
- 零輸出阻抗（Zout／Rout=0）：理想運算放大器的輸出端是一個完美的電壓源，無論流至放大器負載的電流如何變化，放大器的輸出電壓恆為一定值，亦即輸出阻抗為零。
- 零噪声
- 無限大的共模抑制比（CMRR=∞）：理想運算放大器只能對V+與V-兩端點電壓的差值有反應，亦即只放大{\displaystyle V_{+}-V_{-}}的部份。對於兩輸入訊號的相同的部分（即共模訊號）將完全忽略不計。
- 无限大的电源电压抑制比

在負回授的情況下，以上理想放大器之特性可總結為以下二条“黃金規則”：
1. 輸出會使得輸入電壓間的差異成為零，V+=V-
2. 因輸入阻抗無限大，故輸入電流I+=0,I-=0 [5]:177

第一条规则通常情况下只适用于在所述运算放大器被用在闭环设计（负反馈，其中有某种形式的一个从输出到反相输入端进行反馈的信号路径）。这些规则通常用作好的一次近似，用于分析或设计运算放大器电路。:177
所有这些理想化都不可能完全实现。运算放大器模型中可以使用等效电阻和电容来模拟真正的运算放大器的非无限或非零参数。设计者这样就可以将这些影响考虑进最终电路的整体性能中。一些参数对最终设计的影响可能可以忽略不计，但其他那些实际制约最终性能的参数必须计算。

### 實際運算放大器
实际运算放大器和理想放大器在许多方面上都不同。

#### 直流的非理想問題
实际运算放大器受到几个非理想效应影响：
- 有限的增益

實際的運算放大器開迴路增益為有限的而不是無限的。典型的设备具有从10万到超过100万的开环直流增益范围。根據電子電路相關書籍資料，以OP Amp 741元件而言，其開迴路電壓增益大約為200000。只要环路增益（即开环增益和反馈增益的乘积）是非常大的，电路增益将完全由负反馈量决定（将与开环增益无关）。在闭环增益必须非常高的情况下，反馈增益会很低，而低反馈增益会导致低环路增益；在这些情况下，运算放大器将不再表现得理想化。
- 有限的輸入阻抗

运算放大器的差模输入阻抗被定义为它的两个输入端之间的阻抗；共模输入阻抗 则是每个输入端对地的阻抗。MOSFET输入的运算放大器通常具有能有效地短路比小阈值大的输入任何差异的保护电路，这样在一些测试中输入阻抗可以非常低。然而，只要这些运算放大器在一个典型的高增益负反馈应用中使用，这些保护电路将不起作用。下面描述的输入偏置和泄漏电流是典型的运算放大器应用中更重要的设计参数。
- 大於零的輸出阻抗
- 大於零的輸入偏壓電流
- 大於零的共模增益

#### 交流的非理想問題
- 有限的頻寬 訊號頻率高到一定程度時，也不能忽略頻率愈高，增益愈低的情形。
- 輸入電容

#### 非線性的問題
- 訊號飽和
- 延遲率
- 非線性轉換函數

#### 功率損耗的考量
- 輸出功率的限制
- 輸出電流的限制

## 在電路設計中的應用
- 積分器
- 微分器
- 施密特觸發器
- 穩壓電路
- 定電流電路
- 主動濾波器
- D/A轉換電路
- 精密整流電路
- 儀表電路
- 對數放大器
- 指數放大器
- 乘法器

## 741運算放大器的內部結構

741運算放大器內部電路。虚线框：镜像电流源 (红)；差分放大器 (蓝)；A类增益级 (品红)；电压电平转换器 (绿)；输出级 (青).

了解運算放大器的內部電路，對於使用者在遭遇應用上的極限而導致無法達成系統設計規格時，非常有幫助。而雖然各家廠商推出的運算放大器性能與規格互有差異，但是一般而言標準的運算放大器都包含下列三個部份：
1. 差動輸入級
  - 以一差分放大器作為輸入級，提供高輸入阻抗以及低雜訊放大的功能。
2. 增益級
  - 運算放大器電壓增益的主要來源，將輸入訊號放大轉為單端輸出後送往下一級。
3. 輸出級
  - 輸出級的需求包括低輸出阻抗、高驅動力、限流以及短路保護等功能。

其他在運算放大器內必備的電路還包括提供各級電路參考電流的偏壓電路（bias circuits）。

### 電流鏡與偏壓電路
右圖中，以紅色虛線標示的區域為741運算放大器的偏壓電路及其電流鏡。741運算放大器內部各級所使用的偏壓電流均來自此區，而這些偏壓電流的源頭是39KΩ的電阻R1、NPN電晶體Q11以及PNP電晶體Q12。正負電源的差值扣掉Q11與Q12的基極-射極電壓後，再依照歐姆定律除R1的值，即可得到參考電流源的大小：
{\displaystyle I_{ref}={\frac {(V_{S+}-V_{S-}-2V_{be})}{R_{1}}}}
上式中Vbe是雙載子電晶體的基極-射極電壓，對於工作在放大區（active region）的雙載子電晶體而言，Vbe通常在0.7V左右。
參考電流Iref經由Q11/Q10/R2組成的韋勒電流源複製後，再由Q8/Q9組成的電流鏡決定輸入級的偏壓電流，從而決定輸入級的直流狀態（DC condition）。這個偏壓電路的重要功能在於提供十分穩定的定電流（constant current）給放大器的輸入級，可讓輸入的共模範圍更大，電晶體不會因為輸入共模電壓的改變而離開應有的工作區。假設當輸入級電晶體Q1/Q2的偏壓電流開始下降時，供應電流給Q1/Q2的電流源Q8會偵測到這個改變，進而改變從Q9流向Q10的電流。此時因為Q9與Q10的集極端與Q3/Q4的基極端相連，當Q9的電流下降時，Q3/Q4的基極電流必須增加，以滿足由Q10與R2所設定的電流值。又因為Q3/Q4的基極電流增加，迫使Q3/Q4的射極電流也必須增加，亦即將整個輸入級的偏壓電流拉回原本的大小。這樣的機制等同於一個高增益的負回授系統，能夠讓輸入級的直流工作點（DC operating point）更加穩定，進而讓輸入級的整體效能更好。
Q12/Q13組成的電流鏡負責提供增益級電路的偏壓電流，讓增益級的直流工作點不受其輸出電壓的干擾而飄移。

### 差動輸入級
深藍色的虛線所圍起來的區域是741運算放大器的輸入級，一共有七顆電晶體Q1至Q7。NPN電晶體Q1與Q2組成的差動對（differential pair）是整個741運算放大器的輸入端。此外，Q1/Q2各是一個射極隨耦器（emitter follower），接至共基極組態的PNP電晶體Q3/Q4。Q3與Q4的用途是電壓位準移位器（level shifter），將輸入級的電壓位準調整至適當的位置，用以驅動增益級的NPN電晶體Q16。Q3/Q4的另外一個功用就是作為抑制輸入級偏壓電流飄移的控制電路。
Q5至Q7組成的電流鏡是輸入級差動放大器的主動式負載。NPN電晶體Q7的作用主要在於利用本身的共射增益增加Q5與Q6電流鏡複製電流的精準度。同時，這個電流鏡構成的主動式負載也以下列的過程將差動輸入訊號轉為單端輸出訊號至下一級：
1. 由Q3流出的訊號電流（亦即因輸入訊號改變而引起的電流成分，與偏壓電流無關）會流入電流鏡的輸入端，也就是Q5的集極。電流鏡的輸出端則是Q6的集極，連接至Q4的集極。
2. Q3的訊號電流流進Q5，經由電流鏡複製到Q6，因此Q3與Q4的訊號電流在此被相加。
3. 對於差動訊號而言，Q3和Q4的訊號電流大小相等、方向相反。因此相加的結果會等於原本訊號電流的兩倍。至此，差動輸入轉換至單端輸出的程序已經完成。

差動輸入級送至增益級的電壓等於訊號電流與Q4和Q6集極電阻並聯的乘積，對於訊號電流而言，Q4和Q6集極電阻的值非常高，因此開迴路的增益非常高。
特別值得一提的是，741運算放大器的輸入端電流並不等於零，實際上741運算放大器的等效輸入電阻約為2MΩ，這個非理想現象導致741運算放大器兩個輸入端之間的直流電壓準位會有些微的差異，這個差異稱為輸入端偏移電壓（input offset）。在Q5和Q6的射極有兩個用來消除輸入端直流電壓偏移的端點（offset null），可以藉由外加直流電壓將輸入端偏移電壓消除。

### 增益級
上圖中紫色虛線標示的區域是741運算放大器的增益級。此增益級電路使用一個達靈頓電晶體Q15與Q19，作為741運算放大器增益的主要來源。Q13與Q16是達靈頓電晶體的主動負載，而電容C1從增益級的輸出端連接至輸入端，作用是穩定輸出訊號。這種技巧在放大器電路設計中相當常見，稱為米勒補償（Miller Compensation）。米勒補償會在放大器的訊號路徑上置入一個主極點（dominant pole），降低其他極點對於訊號穩定度的影響。通常741運算放大器主極點的位置只有10Hz，也就是當741運算放大器在開迴路的情況下，對於頻率高於10Hz的交流輸入訊號，增益只有原來的一半（在主極點，放大器的增益下降3dB，即原本增益的一半）。米勒補償電容能減少高增益放大器的穩定度問題，特別是如果運算放大器有內部的頻率補償機制，能夠讓使用者更簡易地使用。

### 輸出級
741運算放大器的輸出級由圖中綠色及淺藍色虛線包圍的區域構成。綠色區域包括NPN電晶體Q16以及兩個電阻R7與R8，主要的功能是電壓位準移位器，或是Vbe的倍增器。由於基極端的偏壓已經固定，因此Q16集極至射極端的壓降恆為一定值。假設Q16的基極電流為零，則其基極至射極間的跨壓約為0.625V（亦為R8的跨壓），故R7與R8的電流相等，跨過R7的電壓約為0.375V。因此Q16集極至射極間的跨壓約為0.625V+0.375V=1V。這個1V跨壓會對741運算放大器的輸出訊號造成輕微的交越失真（crossover distortion），有時候在某些用分立式元件實現的741運算放大器會改用兩個二極體取代Q16的功能。
淺藍色虛線包圍的區域，包括電晶體Q14、Q17，以及Q20，構成741運算放大器的輸出級。加上Q16所設定的偏壓，這個輸出級基本上是一個AB類（class AB）推挽式（push-pull）射極追隨器（Q14與Q20），推動輸出級的電晶體是Q13與Q19。741運算放大器的輸出級電壓擺幅（output swing）最高約可比正電源低1V，由電晶體的集極-射極飽和電壓（Vce(sat)）所決定。
25Ω電阻R9的功能是限制通過Q14的電流，最大值不超過25mA。對於Q20而言，限流的功能則藉由偵測流過Q19射極電阻R11的電流，再以此控制Q15的基極偏壓電流來達成，而後來的741運算放大器對於限流功能有更多改良的設計。雖然741運算放大器的輸出阻抗不如理想運算放大器所要求的等於零，不過在連接成負回授組態應用時，其輸出阻抗確實非常接近零。
註：雖然早期741運算放大器在音響設備或是儀器上被廣泛使用，但是今日已經有很多性能更好的運算放大器取代了741的功能，例如抗雜訊的表現更好。對於741與其他早期的運算放大器而言，它們的共模抑制比遜於現代的運算放大器，在實際應用時容易造成干擾或是噪音。

## 外部連結
- Introduction to op-amp circuit stages, second order filters, single op-amp bandpass filters, and a simple intercom
- A table of standard applications （页面存档备份，存于）
- Hyperphysics — descriptions of common applications （页面存档备份，存于）
- Single supply op-amp circuit collection （页面存档备份，存于）
- Op-amp circuit collection
- Another introduction
- Op-Amp Handbook
- Op Amps for Everyone 由 TI 公司提供的 PDF 格式電子書，由 Ron Mancini 主編，第二版，英文，可自由下載閱讀。本書第二版、第三版均有實體書本版於書店出售。
- Op Amp Applications Handbook （页面存档备份，存于） 由 Analog Devices 公司提供的 PDF 格式電子書，由 Walt Jung 主編，英文，可逐章自由下載閱讀。本書有實體書本版於書店出售。

Additional applications:
- Logarithmic amplifier
- Precision half-wave rectifier
- Precision full-wave rectifier
- Log/anti-log generators, cube generator, multiply/divide amp
- Logarithmically variable gain from a linear variable component